# Right to Dream Park
Il Right to Dream Park, precedentemente noto con la sua originale denominazione di Farum Park, è un impianto sportivo ed il più grande stadio di Farum. Lo stadio ospita le gare casalinghe del Nordsjælland, formazione militante nella massima serie del campionato danese. Dalla stagione 2012-2013 l'impianto è dotato di un manto erboso sintetico. Lo stadio ha una capacità totale di 10.300 spettatori, di cui 9.800 posti a sedere e 500 come gradinate.

## Storia
Inaugurato nel 1999, lo stadio ha ospitato molte partite delle varie nazionali giovanili danesi nonché, nel 2002, due gare del campionato europeo under-17. Lo stadio è stato inoltre usato dalla Nazionale femminile danese per alcuni incontri casalinghi. Nel 2016 l'impianto ha cambiato nome, passando da Farum Park a Right to Dream Park: la nuova denominazione prende origine dall'omonima accademia calcistica operativa in Africa e fondata da Tom Vernon, proprietario anche del Nordsjælland stesso.

## Football americano
Al Farum Park sono state disputate diverse edizioni del Mermaid Bowl, finale del campionato danese di football americano.
| Farum 3 ottobre 2009 XXI Mermaid Bowl | Triangle Razorbacks | 0 – 10 (0-7 0-3 0-0 0-0) | Søllerød Gold Diggers | Farum Park |

| Farum 2 ottobre 2010 XXII Mermaid Bowl | Triangle Razorbacks | 0 – 13 (0-7 0-0 0-0 0-6) | Søllerød Gold Diggers | Farum Park |

| Farum 8 ottobre 2011 XXIII Mermaid Bowl | Søllerød Gold Diggers | 31 – 35 | Triangle Razorbacks | Farum Park |